# Otterbach (Donau)
Der Otterbach, nach dem Zusammenfluss seiner Oberläufe zunächst auch Süssenbach genannt, ist ein über 17 km langer, etwa südwestwärts durch den Bayerischen Vorwald laufender Bach in den bayerischen Landkreisen Cham und Regensburg. Nachdem er zuletzt das Kirchdorf Sulzbach an der Donau von Markt Donaustauf durchquert hat, mündet er von links in die Donau. Zusammen mit dem bedeutenderen linken Weismühlbach seiner beiden Oberläufe ist er sogar über 22 km lang.

## Geographie

### Verlauf
Der Otterbach entsteht im Kirchdorf Süssenbach der Gemeinde Wald des Landkreises Chams auf etwa 477 m ü. NHN durch den Zusammenfluss des nach Länge wie Teileinzugsgebiet größeren linken und von Südosten nahenden Weismühlbachs mit dem rechten und von Nordosten kommenden Steinbach.
Von dort an fließt er, zunächst auch Süssenbach genannt, in besonders anfangs weit ausholenden Schlingen beständig etwa südwestwärts. Nachdem er ein knappes Dutzend kleinere Orte von Wald passiert hat, wechselt er über die Grenze zum Landkreis Regensburg hinweg in das Gemeindegebiet von Altenthann, durchläuft dort das Dorf Forstmühle und zieht dann in dessen Nordwesten am großen gemeindefreien Waldgebiet des Forstmühler Forsts vorbei. Hierbei passiert er nacheinander die Altenthanner Einöde Bruckhäusl am linken Ufer, dessen Kirchdorf Heuweg rechts am Ufer und auf der Höhe überm Tal, das Dorf Oberlichtenwald in selber Lage zum Bach und das Dorf Unterlichtenwald rechts des Laufs in weiter Mündungsaue.
Dort fließt der anderen Seite des Dorfes entlang der bedeutendste Nebenfluss Sulzbach zu, der mit seinem eigenen Oberlauf zusammen sogar die Länge des Otterbach-Hauptstrangs bis hierher übertrifft, aber etwa ein Viertel weniger an Einzugsgebiet beiträgt, und die Staatsstraße St 2145 nutzt ab dort das Tal. Dieses verengt sich nun wieder zwischen steilen Waldhängen und der Otterbach wechselt aufs Gebiet von Markt Donaustauf, wo er nacheinander die Einöden Neumühle und Klammer am Ufer passiert. Danach weitet sich das Tal zu einer großen Flurbucht, in der er zwischen den Weilern Hammermühle und Dachsberg hindurchfließt.
Vor dem Scheuchenberg weicht der zuletzt fast südlich fließende Bach nach rechts und Südwesten aus, durchquert das Kirchdorf Sulzbach an der Donau, läuft unter der dem Strom folgenden Staatsstraße St 2125 hindurch und mündet dann 150 Meter weiter auf etwa 327 m ü. NHN von links in die Donau.
Zwischen Forstmühle und Hammermühle führt entlang des Baches ein beliebter Wanderweg.

## Zuflüsse
Liste der Zuflüsse, teils hierarchisch, jeweils von der Quelle zur Mündung. Teilweise mit Längen und Einzugsgebieten und mit Höhen.
Auswahl.
- Weismühlbach, linker Hauptstrang-Oberlauf, 5,0 km und 12,7 km²
  - Starzenbach, von rechts auf ca. 479 m ü. NHN nach Brennberg-Pielhof, 4,3 km und 5,3 km²
- Steinbach, rechter Nebenstrang-Oberlauf, 3,7 km und 3,9 km²
- Himmelmühlbach, von links auf ca. 451 m ü. NHN kurz vor Altenthann-Forstmühle, 5,9 km und 7,7 km²
- Gottesberger Bächlein, von rechts auf ca. 440 m ü. NHN kurz nach Forstmühle
  - Weiherhausbächlein, von rechts gegenüber Forstmühle
  - Stubenthaler Bächlein, von links durch Forstmühle
- Karlswiesbach, von links auf ca. 436 m ü. NHN zwischen Forstmühle und Altenthann-Bruckhäusl
- Steinseige, von links auf ca. 419 m ü. NHN in Bruckhäusl
- Diebsgraben, von links auf 365 m ü. NHN östlich von Altenthann-Heuweg
  - Ottergraben, rechter Oberlauf
  - Schusterhanslgraben, linker Oberlauf
- Sulzbach, von rechts auf ca. 350 m ü. NHN in Altenthann-Unterlichtenwald, 12,9 km und 20,9 km mit Oberlauf Göppenbach sowie 38,6 km². Entsteht auf ca. 466 m ü. NHN in Altenthann-Göppenbach aus dem Zusammenfluss von Göppenbach und Laibischbach.
  - Göppenbach, linker Hauptstrang-Oberlauf, 8,0 km und 15,4 km²
    - Altmühlbachl, von rechts auf ca. 502 m ü. NHN vor Wald-Maiertshof, 2,3 km und 2,9 km²

  - Leibischbach, rechter Nebenstrang-Oberlauf, 3,8 km und 4,7 km²
  - Altenthanner Bächlein, von links auf ca. 426 m ü. NHN gegenüber Altenthann-Gsellmühle
  - Spitzweiherbach, von links auf ca. 365 m ü. NHN, 2,9 km und 2,3 km²
  - Birnmahdgraben, von rechts auf ca. 356 m ü. NHN ais dem Kreuther Forst nahe bei Altenthann-Oberlichtenwald auf dem Gegenhang
- Tiergartengraben, von links auf ca. 332 m ü. NHN kurz nach Donaustauf-Hammermühle, 3,7 km mit Noppenbach und 4,4 km²
  - Noppenbach, rechter Hauptstrang-Oberlauf, entsteht auf ca. 499 m ü. NHN ca. 0,6 km ostsüdöstlich des Steinberg-Gipfels.